# Iðavöllr
Iðavöllr (Nórdico antigo 'Iðavǫllr', "planície do esplendor") é uma locação citada duas vezes em Voluspâ, o primeiro poema na Edda em verso como um local de encontro para os deuses.